# Neil LaBute
Neil LaBute (Detroit, Michigan, 19 de março de 1963) é um dramaturgo, roteirista e cineasta norte-americano.

## Filmografia
| Ano  | Filme                       | Título no Brasil           | Título em Portugal |
| ---- | --------------------------- | -------------------------- | ------------------ |
| 1997 | In the Company of Men       | Na Companhia de Homens     |                    |
| 1998 | Your Friends & Neighbors    | Seus Amigos, Seus Vizinhos | Amigos e Vizinhos  |
| 2000 | Nurse Betty                 | Enfermeira Betty           | Betty              |
| 2001 | Bash: Latter-Day Plays (TV) |                            |                    |
| 2002 | Possession                  | Possessão                  | Possessão          |
| 2003 | The Shape of Things         | Arte, Amor e Ilusão        | A Forma das Coisas |
| 2006 | The Wicker Man              | O Sacrifício               | O Escolhido        |
| 2008 | Lakeview Terrace            | O Vizinho                  | Vizinho Suspeito   |
| 2010 | Death at a Funeral          | Morte no Funeral           |                    |

## Prêmios e Indicações
- Recebeu uma indicação ao Independent Spirit Awards, na categoria de Melhor Filme, por "In the Company of Men" (1997).
- Ganhou o Independent Spirit Awards de Melhor Primeiro Roteiro, por "In the Company of Men" (1997).